# 短尾蛛屬
短尾蛛屬（学名：Brachypelma）是捕鳥蛛科下的一屬蜘蛛。

## 特徵
短尾蛛屬是中美洲的特有種，最著名的有墨西哥紅膝頭蜘蛛、洪都拉斯卷毛蜘蛛、墨西哥火腳蜘蛛及墨西哥紅尾。牠們差不多吃所有比牠們小的動物，一般包括昆蟲及大家鼠。牠們也會吃變色蜥、青蛙及米諾魚。牠們溫馴，適合在飼養箱中飼養。但在人工饲养状态下亦可能发生同种相食的情况，所以要獨立飼養。就算是為繁殖的緣故引入伴侶，交配後就要馬上分開。

## 生命周期
短尾蛛屬的生長率很低，雌蛛可以有約20歲的壽命。牠們每次約生100-600顆卵。孵化後的幼蛛每兩星期會脫皮一次，幾個月後會減少脫皮的頻繁率。完全長成的短尾蛛屬每年只會脫一次皮，約於5歲就達至性成熟。大型的短尾蛛屬，如墨西哥紅膝頭蜘蛛或墨西哥紅腳蜘蛛都較為溫馴，很多時會用來拍攝電影。雖然未曾有報告指牠們咬人，但其螫毛也會令人感到不適。

## 物種
以下是短尾蛛屬的物種：
- 墨西哥金背红尾蜘蛛 Brachypelma albiceps ：分佈在墨西哥西南部及中部。
- 洪都拉斯卷毛蜘蛛 Brachypelma albopilosum ：分佈哥斯達黎加、尼加拉瓜及洪都拉斯。
- 哥斯達黎加紅短尾蛛 Brachypelma angustum ：分佈在哥斯達黎加中部。
- 墨西哥巨人紅膝蜘蛛 Brachypelma annitha ：分佈在墨西哥西南部。
- 墨西哥火膝蜘蛛 Brachypelma auratum ：分佈在墨西哥西南部及中部。
- 墨西哥橙膝頭蜘蛛 Brachypelma baumgarteni ：分佈在墨西哥西南部。
- 墨西哥火腳蜘蛛 Brachypelma boehmei ：分佈在墨西哥西南部。
- Brachypelma embrithes ：分佈在巴拿馬。
- 墨西哥紅腳蜘蛛 Brachypelma emilia ：分佈在墨西哥西北部。
- 墨西哥鐵銹尾蜘蛛 Brachypelma epicureanum ：分佈在墨西哥東北部。
- Brachypelma fossorium ：分佈在哥斯達黎加。
- Brachypelma hamorii ：分佈在墨西哥。
- 墨西哥粉紅短尾蛛 Brachypelma klaasi ：分佈在墨西哥西部。
- 瓜地馬拉紅尾毛蜘蛛 Brachypelma sabulosum ：分佈在瓜地馬拉。
- 墨西哥黑絲絨蜘蛛 Brachypelma schroederi ：分佈在墨西哥。
- 墨西哥紅膝蜘蛛 Brachypelma smithi ：分佈在墨西哥西部。
- 墨西哥紅尾蜘蛛 Brachypelma vagans ：分佈在墨西哥東部。
- 墨西哥灰玫瑰蜘蛛 Brachypelma verdezi ：分佈墨西哥西南部。

可疑物種：
- Brachypelma andrewi
- Brachypelma aureoceps：分佈在美國，很大可能是入侵的。

## 保育狀況
棲息地的破壞及採集作為寵物威脅著牠們。
本属所有种均被列為《瀕危野生動植物種國際貿易公約》附錄二的物種，被限制出口及貿易。

## 外部連結
- A community for those interested in pet tarantulas （页面存档备份，存于）
- CITES Species database
- 14 Brachypelma （页面存档备份，存于） species in gallery of tarantulas （页面存档备份，存于）.
- Brachypelma  Gallery
- Brachypelmas.co.uk
- Brachypelma  Care Sheet
- Spiders  Care Sheet, info etc （页面存档备份，存于）
- "Brachypelma.org （页面存档备份，存于）